# محوطه دنگ حاجی محمد ۲
محوطه دنگ حاجی محمد ۲ مربوط به دوران پیش از تاریخ ایران باستان است و در شهرستان کوهرنگ، بخش مرکزی، دهستان شوارب تنگزی، ۳۵۰ متری شمال شرق محوطه دنگ جاجی محمد۱، ۱۰۰ متری غرب محوطه جادهٔ خاکی منتهی به روستای دهنو واقع شده و این اثر در تاریخ ۲۷ اسفند ۱۳۸۷ با شمارهٔ ثبت ۲۶۲۹۶ به‌عنوان یکی از آثار ملی ایران به ثبت رسیده است.